# Duets II
Duets II é um álbum de estúdio por Tony Bennett, lançado a 20 de Setembro de 2011 pela Columbia Records. É a sequela de Duets: An American Classic, editado em 2006. Alcançou a primeira posição na Billboard 200 na semana de lançamento, com 179 mil cópias vendidas, sendo mais tarde certificado com disco de ouro nos Estados Unidos pela Recording Industry Association of America (RIAA)..O álbum conta com a participação de diversos artistas incluindo a cantora britânica Amy Winehouse que gravou junto com Bennett a canção Body And Soul vencedora de um Grammy Awards em 2012 na categoria "Melhor Performance pop Dueto/Banda/Grupo"

## Lista de Faixas
| N.º            | Título                                        | Compositor(es)                                           | Artista convidado | Duração |  |
| 1.             | "The Lady Is a Tramp"                         | Richard Rodgers · Lorenz Hart                            | Lady Gaga         | 3:18    |  |
| 2.             | "One for My Baby (and One More for the Road)" | Harold Arlen · Johnny Mercer                             | John Mayer        | 2:58    |  |
| 3.             | "Body and Soul (canção)"                      | Edward Heyman · Robert Sour · Frank Eyton · Johnny Green | Amy Winehouse     | 3:23    |  |
| 4.             | "Don't Get Around Much Anymore"               | Duke Ellington · Bob Russell                             | Michael Bublé     | 2:42    |  |
| 5.             | "Blue Velvet"                                 | Bernie Wayne · Lee Morris                                | k.d. lang         | 4:35    |  |
| 6.             | "How Do You Keep the Music Playing"           | Alan Bergman · Marilyn Bergman · Michel Legrand          | Aretha Franklin   | 5:29    |  |
| 7.             | "The Girl I Love"                             | George Gershwin · Ira Gershwin                           | Sheryl Crow       | 3:53    |  |
| 8.             | "On the Sunny Side of the Street"             | Jimmy McHugh · Dorothy Fields                            | Willie Nelson     | 2:57    |  |
| 9.             | "Who Can I Turn To (When Nobody Needs Me)"    | Anthony Newley · Leslie Bricusse                         | Queen Latifah     | 3:53    |  |
| 10.            | "Speak Low"                                   | Kurt Weill · Ogden Nash                                  | Norah Jones       | 3:56    |  |
| 11.            | "This Is All I Ask"                           | Gordon Jenkins                                           | Josh Groban       | 4:36    |  |
| 12.            | "Watch What Happens"                          | Norman Gimbel · Michel Legrand                           | Natalie Cole      | 2:10    |  |
| 13.            | "Stranger in Paradise"                        | Robert Wright · George Forrest · Alexander Borodin       | Andrea Bocelli    | 5:03    |  |
| 14.            | "The Way You Look Tonight"                    | Jerome Kern · Dorothy Fields                             | Faith Hill        | 3:55    |  |
| 15.            | "Yesterday I Heard the Rain"                  | Armando Manzanero · Gene Lees                            | Alejandro Sanz    | 3:44    |  |
| 16.            | "It Had to Be You"                            | Isham Jones · Gus Kahn                                   | Carrie Underwood  | 3:51    |  |
| 17.            | "When Do the Bells Ring for Me"               | Charles DeForest                                         | Mariah Carey      | 2:52    |  |
| Duração total: | Duração total:                                | Duração total:                                           | Duração total:    | 63:15   |  |

| Faixas bônus |                                     |                                |                   |         |  |
| N.º          | Título                              | Compositor(es)                 | Artista convidado | Duração |  |
| 18.          | "When You Wish Upon a Star"         | Leigh Harline · Ned Washington | Jackie Evancho    | 3:44    |  |
| 19.          | "They Can't Take That Away from Me" | George Gershwin - Ira Gershwin | Brad Paisley      | 2:59    |  |

| Duets II Deluxe Edition (Tesco) |                                    |                                |                   |         |  |
| N.º                             | Título                             | Compositor(es)                 | Artista convidado | Duração |  |
| 18.                             | "When You Wish Upon a Star"        | Leigh Harline · Ned Washington | Jackie Evancho    | 3:44    |  |
| 19.                             | "I've Got the World on a String"   | Harold Arlen · Ted Koehler     | Diana Krall       | 3:07    |  |
| 20.                             | "Steppin' Out with My Baby"        | Irving Berlin                  | Michael Bublé     | 2:02    |  |
| 21.                             | "I Left My Heart in San Francisco" | George Cory · Douglass Cross   | Judy Garland      | 2:01    |  |